# Phylloglossum
Phylloglossum er en monotypisk slægt i Ulvefod-familien. Den eneste art Phylloglossum drummondii vokser i Australien og på New Zealand. På Tasmanien vokser den kun på nordkysten.

## Beskrivelse
Phyloglossum har en pærelignende rod, nogle få tynde grene med skæl-lignende og sukkulente blade i en roset ved roden. Planten er 3-7 cm høj, og de 10-12 blade er 1-2 centimeter lange.
Sporeakset sidder i toppen af en 4-5 cm lang, bladløs stilk, og er lanseformet, relativt tykt og iøjnefaldende gulbrunt. Planten har relativt mange kromosomer. 
| Portal | Portal:Botanik |

| Botanik | Spire Denne botanikartikel er en spire som bør udbygges. Du er velkommen til at hjælpe Wikipedia ved at udvide den. |